# ゲームクリエイター列伝
『ゲームクリエイター列伝』（ゲームクリエイターれつでん）は、平沢たかゆきによる日本の漫画のシリーズ。『週刊少年マガジン』（講談社）にて1996年48号から2000年52・53合併号まで不定期掲載された。単行本は全2巻。
人気ゲームソフトの開発を描いた実話を基にしたドキュメント漫画で、雑誌掲載時には「○○を創った男達（○○にはそれぞれのゲームタイトル等が入る）」というタイトルだった。

## 書誌情報
平沢たかゆき『ゲームクリエイター列伝』講談社〈週刊少年マガジンKC〉
1. 1998年12月発行 ISBN 978-4063126358
  - バーチャファイターを創った男達（鈴木裕）
  - ダービースタリオンを創った男（薗部博之）
  - バイオハザードを創った男達（三上真司）
2. 2000年4月発行 ISBN 978-4063128369
  - グランツーリスモを創った男達（山内一典）
  - スーパーマリオBros. を創った男達（宮本茂）
  - プレイステーションを創った男達（久夛良木健）

### 単行本未収録
- AIBOを創った男達（ゲームクリエイター列伝特別編）

### 関連作品
- 三国志大戦を創った男達（2006年9月発売のコミックボンボン増刊号『アブラカダブラ』（講談社）に掲載）
- お姉チャンバラRを創った男達（2008年1月発売の『CONTINUE』（太田出版）に掲載）
- ケータイゲームクリエイター列伝（2009年9月、非売品） - 第三回天下一カウボーイ大会の二次会alty partyにおいて、Bio_100%のaltyが来場者へのお土産として制作した描き下ろし新作。実在のケータイゲームをモデルとした架空のケータイゲーム『釣りっ子大将』を制作した清水亮を題材に描かれたもの。セルフパロディ的な色彩が強い[1]。

## 内容
ストーリーはどのエピソードもほぼ同一であり、以下のような展開をたどる。
1. 主人公であるゲームクリエイターが画期的なゲームの構想を発表する。部下の若手スタッフたちは当初は「そのようなものができるわけがない」と反対するが、主人公の熱意あふれる説得を受け開発に同意する。
2. 試作品が出来上がるが、主人公の「これはダメだ」の一言で没になり、最初から作り直しになる。しかし、作り直したことによりかつて無い画期的なゲームが出来上がる。
3. 無事完成したゲームの発売日が決まる。内容には自信があるが、それがユーザーに受け入れられるのかどうか不安になる主人公。しかしそれは杞憂であり、ゲームは大ヒットとなる。

どのゲームの開発秘話も似たような展開であり、さらに少年漫画的な荒唐無稽なエピソードも多く、かなりの部分がフィクションだと思われる。
また、内容がワンパターンであるがゆえにパロディも作りやすく、同人誌やウェブサイトでは二次創作作品も多数発表されている。2008年に発表された『お姉チャンバラRを創った男達』は、サブカル誌に掲載ということもありそれまでのシリーズ作とは違って大ヒットしていないゲームを題材に取り上げているが、実際にはほとんど人が集まらなかったゲーム発表会を「黒山の人だかり」と表現するなど事実との乖離ぶりが激しく、セルフパロディと化していた。